# Шаповалова, Алёна
Алёна Шаповалова (настоящее имя — Шаповалова Елена Николаевна, род. 29 июля 1978, Орджоникидзе, РСФСР, СССР) — современный российский художник (живопись, графика, инсталляция). Член Союза художников России с 2007 года.

## Биография
В 1998 году окончила Владикавказское художественное училище, в 2003 — факультет изобразительного искусства Северо-Осетинского государственного университета имени К. Л. Хетагурова (мастерская народного художника РФ М. И. Келехсаева)
Выставочную деятельность ведёт с 1996 года, с 2006 года участвует в межрегиональных и международных симпозиумах и конференциях.
С 2007 года член Союза художников России, Association Internationale Des Arts Plastiques-IAA AIAP Unesco.
Автор публикации о современном швейцарском художнике Джанни Вазари.
В настоящее время живёт и работает во Владикавказе.

## Награды и премии
- 2021 — Специальная Премия Международной Триеннале Графики Art Bitola, Северная Македония
- 2016 — Лауреат Премии Президента Российской академии художеств З. К. Церетели на конкурсе «Красные ворота/Против течения», Москва[2][3]
- 2015 — Специальная Премия архитектурного журнала Speech на Международном конкурсе архитектурного рисунка «АрхиГрафика», Москва[4]
- 2013 — Номинант Премии Сергея Курёхина (Лонг-лист), Санкт-Петербург[5]
- 2012 — Первый приз в номинации «Арт» за кураторский проект «После-Завтра» на «Форуме экспертов» фестиваля «Белые ночи в Перми» в рамках «Культурного альянса», Пермь[6]
- 2012 — Первый приз в номинации «Новая реальность», конкурс «Золотая палитра 2012», Ставрополь

## Биеннале, триеннале
2017
- VII Московская биеннале современного искусстваПрирода мизантропии, Параллельная программа, Агентство Арт Ру, Москва

2016 
- V Балтийская биеннале современного искусства, Новый музей, Санкт-Петербург

2015 
- VI Московская биеннале современного искусства, Специальный проект «Паноптикум», Московский государственный технический университет имени Н. Э. Баумана, Москва

2013 
- V Томское Всероссийское Триеннале «Рисунок России», Томский областной художественный музей, Томск
- XI Биеннале графики стран Балтийского моря, Калининградская художественная галерея, Калининград
- V Московская биеннале современного искусства, Специальный проект, «Искусство против искусства», Зверевский центр современного искусства, Москва

2012 
- Третье Международное Балтийское Биеннале, Rizzordi Art Foundation, Санкт-Петербург
- Первое Новосибирское Международное Триеннале Современной Графики, Новосибирский Государственный Художественный Музей, Новосибирск
- III Московское Международное Биеннале Молодого Искусства, «Упражнение Артикуляция», специальный проект, Винзавод, Цех белого, Москва

2011 
- Северо-Кавказское Биеннале Современного Искусства «Коммуникации», Первая галерея, Каспийск, республика Дагестан

## Международные Арт-ярмарки
2019
- Art Market Budapest, Millenáris park, Budapest

2017 
- Affordable Art Fair Hong Kong, Гонконг

2016 
- SWAB Barcelona, Барселона, Испания

2014 
- Art Stage Singapore, Сингапур
- COSMOSCOW, Манеж, Москва

2013 
- Contemporary Istanbul, The Istanbul Convention and Exhibition Centre (ICEC), Стамбул, Турция
- SWAB Barcelona, Барселона, Испания
- Art Space Event (Weekend галерей), Цент дизайна ARTPLAY, Москва

2012 
- Арт-Москва, ЦДХ, Москва

## Персональные выставки
2019
- Re-Production Show(совместно с Р.Хизанишвили), CAS Batumi, Georgia
- Appropriation, Alexander Gallery, Черногория
- Csodára várva, Blonard Studio, Будапешт, Венгрия

2018
- Мегаломания и её последствия,Северо-Кавказский Филиал Государственного центра современного искусства, Владикавказ

2017 
- Природа мизантропии, Агентство Арт Ру, Москва, Параллельная программа Московской биеннале современного искусства
- Rarе Renditionin, The Cube Gallery, Гоа, Индия

2015 
- Прошлое не продолженное, галерея Х-Мах, Уфа
- Крестовый перевал (совместно с Р. Хизанишвили),Северо-Кавказский Филиал Государственного центра современного искусства, Владикавказ

2014 
- Маленький человек, Savina Gallery, Санкт Петербург

2012 
- Пещеры технонеолита, AL Gallery, Санкт-Петербург

2011 
- Структуры созидания (совместно с К. Батынковым), Photoplay, Москва

2010 
- Шаги безысходности, Первая галерея, Каспийск, Дагестан
- Двуединство, Выставочный зал Союза Художников РСО-Алания, Владикавказ

## Основные групповые выставки
2019
- Art Market Budapest, Millenáris park, Budapest [7]
- Осетинское море, ZK/U - Center for Art and Urbanistics, Берлин, Германия [8]
- Выставка по итогам Egri Művésztelep, Old Synagogue, Эгер, Венгрия
- Выставка по итогам Kendlimajor Művészeti Szabadiskola – Workshop, Венгрия
- Выставка по итогам Mallnitz art symp, Мальниц, Австрия

2018
- Выставка по итогам Egri Művésztelep, Эгер, Венгрия
- Выставка по итогам Adana Art Symposium, Адана, турция
- Выставка по итогам Stefan Jäger symposium, Gallery Primăriei,Тимишоара;Blythswood Banat, Жимболия, Румыния
- Kunst im Dialog, Rathaus, Ландшут, Германия [9]
- АртСценоФест, ЦВЗ, Ташкент; Autograph gallery, Узбекистан
- Выставка по итогам Bodoland International Symposium, Кокраджар, Индия

2017
- Kuwait International Art Forum, Exhibition Hall of Kuwait Arts Association, Кувейт
- Galerie Almazar, Марракеш, Марокко [10]
- Внутренний манифест, в рамках Арт Симпозиума "Аланика", филиал ГЦСИ-Росизо, Владикавказ
- Gallery of Foundation Bait Al Zubair , Маскат, Оман [11]
- Boz’art en Baz’Art. Бельрив-сюр-Алье. Франция[12]
- Sećanje na Klaru Cetkin — damama na dar. Culture Center Vlada Divljan, gallery Potkovica. Белград, Сербия
- Арт-проект «Могилёв глазами гостей». Национальный выставочный зал, Могилёв, Белоруссия[13]

2016 год
- Souvenirs from nowhere, exhibition on results of residence El Ranchito — Rusia, Matadero Madrid, Испания[14]
- Russian Contemporary: Drawing. No Limits. Pushkin House. Лондон. Великобритания[15]
- Russian Contemporary. Drawing. No Limits. Russisches Haus der Wissenschaft und Kultur. Берлин. Германия[16]

2015 год
- Паноптикум, Специальный проект VI Московской Биеннале Современного искусства, Московский государственный технический университет имени Н. Э. Баумана[17]
- Wat je van ver halt, Kunstuitleen Ворбург, Херенстраат, Нидерланды
- Выставка номинантов конкурса АрхиГрафика в рамках форума архитектуры и дизайна Арх Москва, ЦДХ, Москва
- Выставка по итогам II Международного симпозиума по горячей эмали, Владикавказ
- Art Stage Singapore, Сингапур

2014 год
- COSMOSCOW, Международная Ярмарка Современного искусства, Манеж, Москва
- NordArt Festival 2014, Büdelsdorf, Германия
- Актуальный рисунок, Государственный Русский Музей, Санкт-Петербург
- Images of the sensible, Kuad Gallery, Стамбул, Турция
- Выставка по итогам международного симпозиума Al Asmakh, Доха, Катар
- Форма для музы, Северо-Кавказский филиал ГЦСИ, Владикавказ

2013 год
- Contemporary Istanbul, Международная Ярмарка Современного искусства The Istanbul Convention and Exhibition Centre (ICEC), Стамбул, Турция
- SWAB Barcelona, Международная Ярмарка Современного искусства, Барселона, Испания
- Выставка по итогам 5 сессий симпозиума в Луксоре, Луксор, Египет
- V Томское Всероссийское Триеннале «Рисунок России», Томский областной художественный музей, Томск
- XI Биеннале графики стран Балтийского моря, Калининградская художественная галерея, Калининград
- Время в багете и без, Северо-Кавказский филиал ГЦСИ, Национальный музей, Владикавказ
- V Московское биеннале современного искусства, Специальный проект, «Искусство против искусства», Зверевский центр современного искусства, Москва
- Идеальная территория, Северо-Кавказский филиал ГЦСИ, Национальный музей, Владикавказ
- Выставка по итогам международного симпозиума «Кендлимайор», Надьканижа, Венгрия
- Art Space Event (Weekend галерей), Цент дизайна ARTPLAY, Москва
- Выставка номинантов премии им. Курёхина, Центр им. Курёхина, Санкт-Петербург
- Кресты, Музей Современного Искусства «Эрарта», Санкт-Петербург
- Личная история, Коллекция современного искусства Олега Усачева, Музей Современного Искусства, Уфа, Россия

2012 год
- Выставка по итогам «International Symposium in Luxor», Музей Современного Искусства, Луксор, Египет
- Международная выставка «ANONYMOUS», Пермский музей современного искусства, Пермь
- Третье Международное Балтийское Биеннале, Rizzordi Art Foundation, Санкт-Петербург
- Арт Москва, Международная Художественная ярмарка, ЦДХ, Москва
- Молодёжная выставка Юга России « ЮгArtМолодость», Выставочный зал СХ, Ставрополь
- Первое Новосибирское Международное Триеннале Современной Графики, Новосибирский Государственный Художественный Музей, Новосибирск
- Упражнение Артикуляция, специальный проект III Московского Международного Биеннале Молодого Искусства, Винзавод, Цех белого, Москва
- Большой формат, Графика, AL Gallery, Санкт-Петербург.
- Бонапарт-Медиа, ARTre.FLEX Gallery, в рамках фестиваля «Арт Анфас. Художественные практики», Санкт-Петербург
- После-Завтра, выставка в программе Культурного альянса на фестивале Белые ночи в Перми, ЦВЗ, Пермь
- Современное искусство из коллекции Олега Усачёва, «Личная история», Музей имени М. А. Врубеля, Омск, Сибирский Центр Современного Искусства, Новосибирск, Красноярский культурно-исторический музейный комплекс, Красноярск
- Выставка коллекции Ljubisa Vecanski, Галерея Jovan Popović, Панчево, Сербия

## Работы в собраниях музеев и культурных центров
Работы Алёны Шаповаловой находятся в частных коллекциях, а также собраниях следующих музеев и культурных центров:
- Государственный Русский музей, Санкт-Петербург, Россия
- Музей эмали «Zomanc», Кечкемет, Венгрия
- Музей Современного Искусства, Луксор, Египет
- Национальный музей Калмыкии, Элиста, Россия
- Калининградский областной историко-художественный музей, Калининград, Россия
- Томский областной художественный музей, Томск, Россия
- Национальный музей Республики Северная Осетия-Алания, Владикавказ, Россия
- Культурный центр «Kurhaus», Паланга, Литва
- «Fondazione Benetton», Тревизо, Италия
- Культурный фонд «Al Asmakh», Доха, Катар
- Северо-Кавказский Филиал Государственного Центра Современного Искусства, Владикавказ, Россия
- Арт-центр «Garikula», Грузия
- Музей Истории Могилёва, Беларусь
- Cultural Foundation Bait Al Zubair, Маскат, Оман
- Kuwait Arts Association, Kuwait
- Blythswood Banat, Жимболия,Румыния

## Кураторские проекты Шаповаловой
2015 год
- Паноптикум, Специальный проект VI Московской Биеннале Современного искусства, Московский государственный технический университет имени Н. Э. Баумана, Москва[18]
- Крестовый перевал,Северо-Кавказский Филиал Государственного центра современного искусства, Владикавказ[19]

2012 год
- После-Завтра, проект фестиваля «Белые ночи в Перми» в рамках «Культурного альянса», Пермь, Россия